# Adolf Tortilowicz von Batocki-Friebe
Max Johann Adolf Otto Tortilowicz von Batocki-Friebe (ur. 31 lipca 1868 w Gut Bledau koło Cranz (obecnie Zielenogradsk), zm. 22 maja 1944 w Gut Wosegau koło Cranz) – pruski prawnik i politolog, naukowiec i polityk, nadprezydent Prus Wschodnich w latach 1914–1916 oraz 1918-1919.

## Pochodzenie
Pochodził z rodziny szlacheckiej pochodzenia litewskiego, był synem Ottona Tortilowicza von Batockiego-Friebe, prusko-królewskiego szambelana, dziedzica ordynacji w Gut Bledau oraz hrabiny Fanny von Keyserlingk.
Tortilowicz von Batocki zawarł w dniu 4 marca 1898 roku w Gut Kilgis związek małżeński z hrabianką Paulą von Kalnein, córką prusko-królewskiego szambelana hrabiego Karla von Kalnein i hrabiny Ady zu Eulenburg.

## Działalność
Tortilowicz von Batocki był właścicielem dóbr w Nuskern w Prusach Wschodnich, profesorem i honorowym obywatelem Uniwersytetu w Królewcu, członkiem królewskiej pruskiej Tajnej Rady, nadprezydentem Prus Wschodnich i członkiem dworu pruskiego w latach 1910–1918.
Karierę rozpoczął w 1889 jako urzędnik sądowy w Niemodlinie na Górnym Śląsku, jednak już w 1892 wrócił do Królewca, gdzie pracował jako urzędnik rejencji królewieckiej, od 1895 w randze asesora. Następnie objął zarząd dobrami ojcowskimi w Gut Bledau.
W latach 1900–1907 był starostą powiatu królewieckiego, w latach 1907–1914 stał na czele Izby Rolniczej Prus Wschodnich i był członkiem niemieckiej Rady Gospodarki Rolnej, a od 1909 członkiem Komisji ds. Reformy Administracyjnej. Od października 1914 do sierpnia 1916 oraz od lutego 1918 do lipca 1919 pełnił urząd nadprezydenta Prus Wschodnich.
Podczas I wojny światowej od sierpnia 1917 jako major rezerwy walczył na froncie włoskim, a do stycznia 1918 jako niemiecki gubernator zarządzał miastem Udine we Włoszech.
W kwietniu 1918 został kuratorem Uniwersytetu Królewieckiego. Od połowy 1919 zajmował się administrowaniem własnymi posiadłościami. W 1921 został członkiem Rządowej Komisji ds. Odbudowy, był również członkiem założycielem Instytutu Gospodarki Wschodnioniemieckiej, a także członkiem zarządu Deutsche Reichsbahn. Zasiadał również w licznych radach nadzorczych.